# Eduardo Quero Goldoni
Eduardo Quero y Goldoni (Filipinas, 1875 - Córdoba, 29 de septiembre de 1942) fue un militar y político español. Fue una figura importante en el alzamiento militar que condujo a la Guerra Civil en Córdoba y fue nombrado el mismo 18 de julio de 1936 presidente de la Diputación Provincial de Córdoba.

## Biografía
Nacido en el seno de una familia de la alta sociedad cordobesa, hijo de Damián de Quero y Díaz, ingeniero de caminos destacado y figura social relevante en Córdoba y María de la Concepción Goldoni y Rivas. Es el pequeño de cinco hermanos, cabe destacar su hermano Carlos, quien fue ingeniero de caminos y empresario además de Marqués de la Mota de Trejo por su matrimonio con Maria de la Soledad Cabrera y Trillo-Figueroa. 
Eduardo fue militar de carrera y alcanzó el grado de teniente coronel de Caballería. Casó con Josefa Morente del Castillo y tuvo tres hijos, Francisca de Paula, Manuel y Damián, quien fue fusilado durante la Guerra Civil Española en Málaga.  
Eduardo era amigo personal del general Queipo de Llano, participó activamente en la Guerra Civil Española desde un puesto relevante en el control provincial. Según Francisco Moreno, Eduardo Quero fue "el motor de la conspiración" en el alzamiento militar en la provincia de Córdoba, siendo nombrado el mismo 18 de julio de 1936 presidente de la Diputación Provincial de Córdoba cargo que ostentó hasta el año 1941. 
El Ayuntamiento de Córdoba acordó, en sesión de la comisión municipal permanente de 16 de noviembre de 1942, dar el nombre de Eduardo Quero a la calle Julio Burell. En el año 1990 el juzgado distrito nº5 ordenó el cambio de denominación de la Calle Eduardo Quero por Calle Historiador Díaz del Moral.

## Guerra Civil
Destinado en Córdoba, cede su casa al general Queipo de Llano para tener reuniones con militares, como el coronel Ciriaco Cascajo, con objeto de preparar el levantamiento militar del 18 de julio de 1936. Fue igualmente enlace de José Cruz Conde que traía de Madrid consignas de Calvo Sotelo referentes al movimiento que se estaba preparando. Actuó como uno de los principales cabecillas del levantamiento militar en las semanas previas al 18 de julio junto a Cruz Conde o el coronel Cascajo. En la casa de Eduardo Quero Goldoni es donde se producían los contactos entre unos y otros, y donde también acudían otros militares y otras personas civiles que compartían las mismas ideas políticas.
Esto lo avala una carta de Eduardo Quero a la familia Cruz Conde con motivo de la muerte de José Cruz Conde publicada en el diario Azul el 9 de febrero de 1939

[...] don José por el alto servicio a la Patria vino a Córdoba con importantísima misión del Movimiento…. Varias veces celebró diversas conferencias en mi casa….Me parece verlo en mi despacho departiendo con el coronel Cascajo y con “nuestro general” (Queipo), valiente entre los valientes, a quien deparó el inmarcesible honor de salvar a Córdoba de la bestia roja...
Eduardo Quero.

En la tarde del 18 de julio se le vio activo en el cuartel de Artillería animando y repartiendo armas a los números paisanos voluntarios que allí se presentaron, además de dar instrucciones mediante las cuales debían actuar en la ciudad con objeto tomar los puntos estratégicos de la misma. Esa misma noche fue nombrado Presidente de la Diputación, cargo que ostentó hasta el año 1941
Hasta el 16 de agosto de 1936, que se nombra como Jefe de Orden Público a Luis Zurdo, estuvo bajo su autoridad la primera fase represiva emprendida principalmente hacia los principales representantes del Frente Popular entre los caules se encontraba el alcalde Manuel Sánchez Badajoz. Así lo recordaba Rafael Castejón:

Actuó primero Eduardo Quero, que era aquí el representante máximo de Queipo. Éste venía y hablaba con Queipo, y ellos llevaban su conjura adelante. Eduardo Quero había tenido la ambición de ser gobernador civil con los radicales, pero éstos no le prestaron atención. Se produjo otra circunstancia, y es que a un hijo suyo, teniente de Infantería, se lo mataron los de izquierdas en Málaga en los primeros días. Por una y otra razón, Quero se convirtió en un represor furibundo e implacable...
Rafael Castejón.